# Carretera general 1
Die CG 1 (katalanisch carretera general) ist eine Hauptverbindungsstraße in Andorra. Sie ist 11,2 Kilometer lang und verbindet Andorra la Vella mit Sant Julià de Lòria und Spanien. Die 1913 eröffnete Straße stellt die Hauptverbindung des Staates in Richtung Spanien dar. Von 1960 bis 1994 trug sie die Nummer N-1.

## Galerie

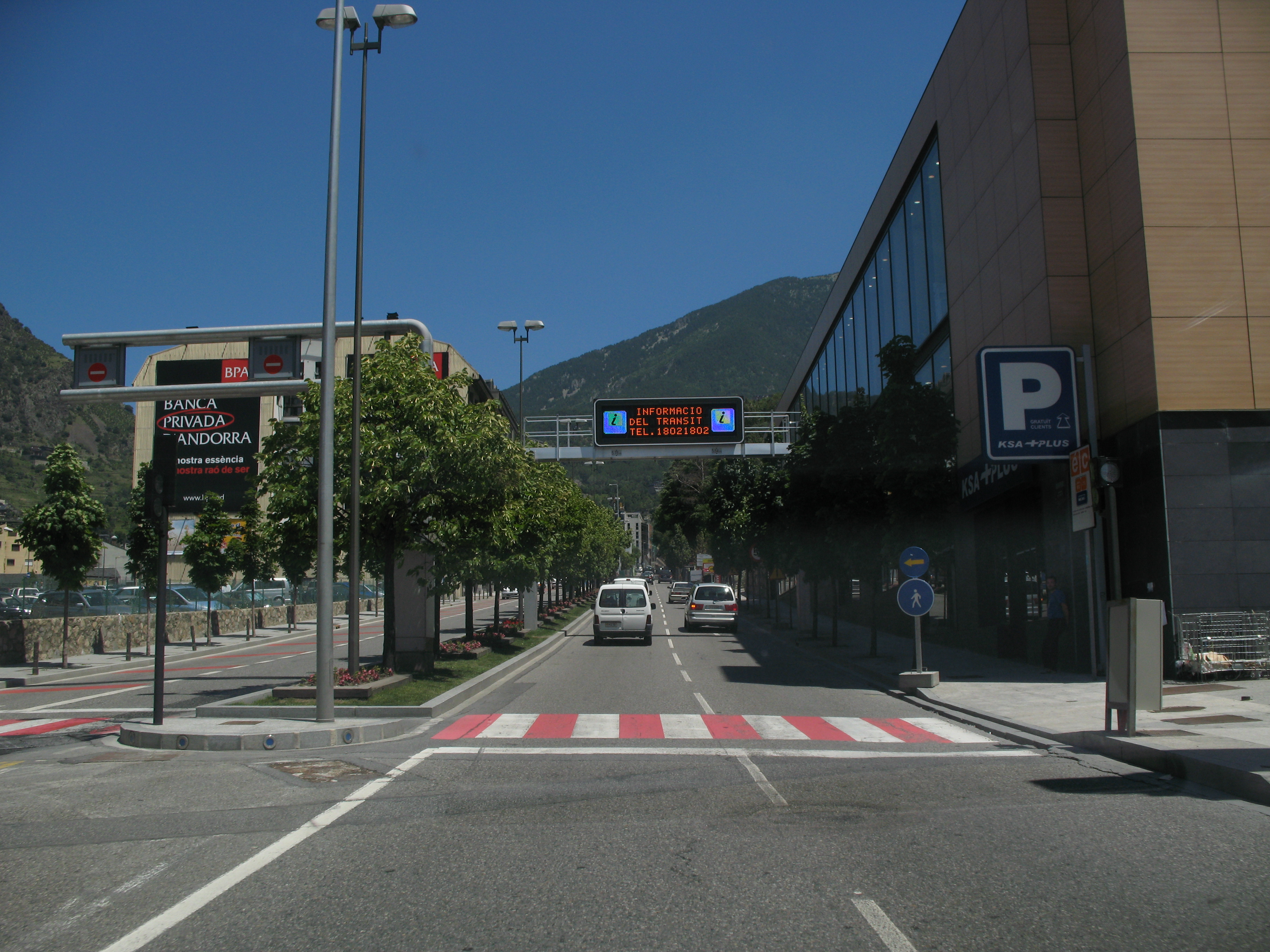
Die CG 1 in Andorra la Vella
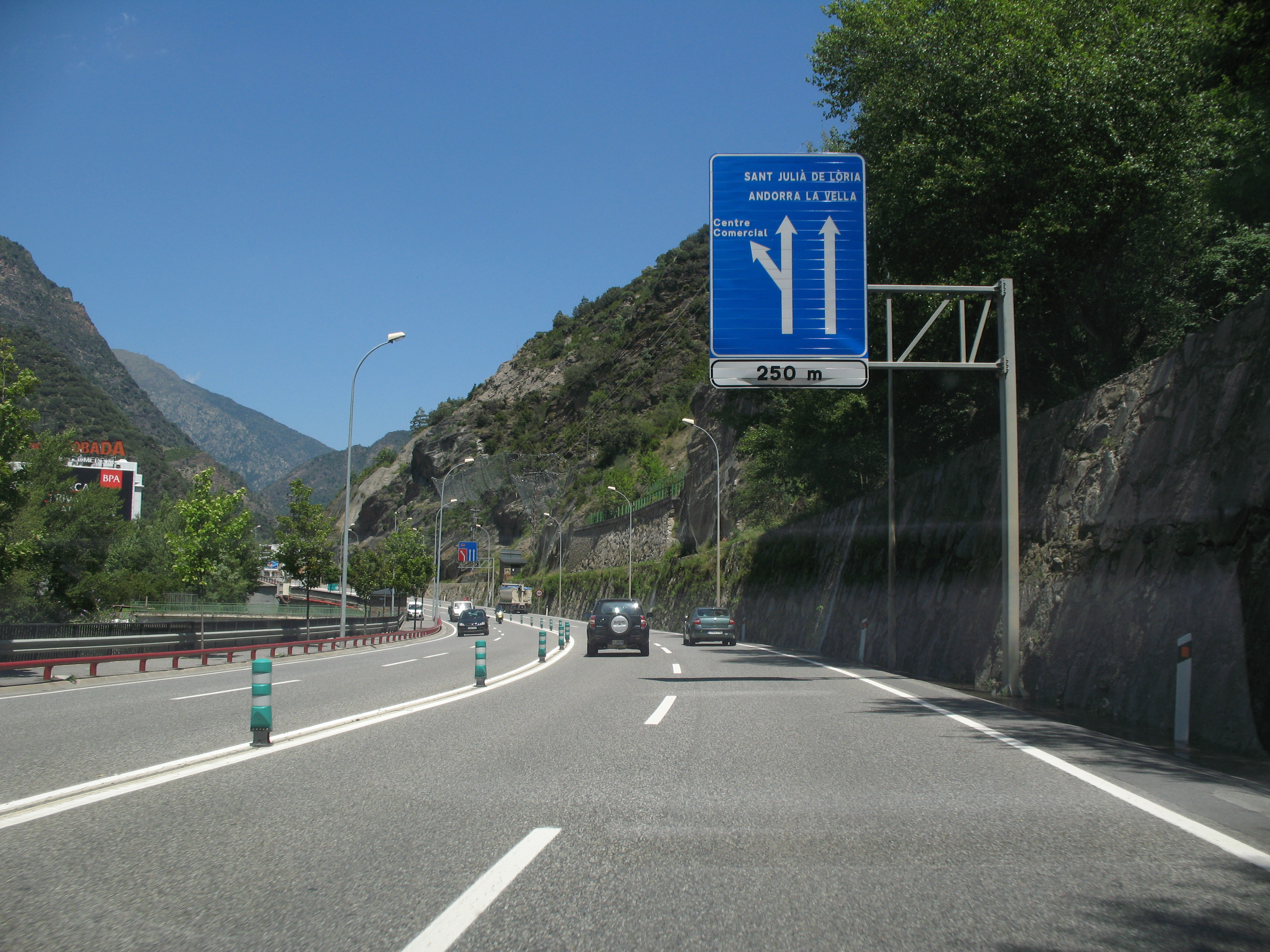
Nahe der spanischen Grenze